# 法属南部和南极领地
法屬南部和南極領地（法語：Terres australes et antarctiques françaises），简称法屬南部領地（TAAF），是法国仅存的海外领土。它包含以下地区：
- 凯尔盖朗群岛，位于非洲东南方向的南印度洋上，距离非洲、南极洲和澳大利亚大致等距。是一组火山岛。
- 阿姆斯特丹岛和圣保罗岛，位于凯尔盖朗群岛北边。
- 克罗泽群岛（由20个岛屿组成），位于马达加斯加南边。
- 法属印度洋诸岛，围绕马达加斯加海岸的一组分散的岛屿，与周边国家存在主权争议。
- 阿黛利地，即法国宣称的南极洲领地；但是因《南极条约》的约束，世界其他各国不承认南极洲领地的主权（面积约50万平方公里）。

法属南部和南极领地无常住居民，人口包含军事人员、政府人员、科研工作者等。2019年獲列入世界自然遺產。

## 地理

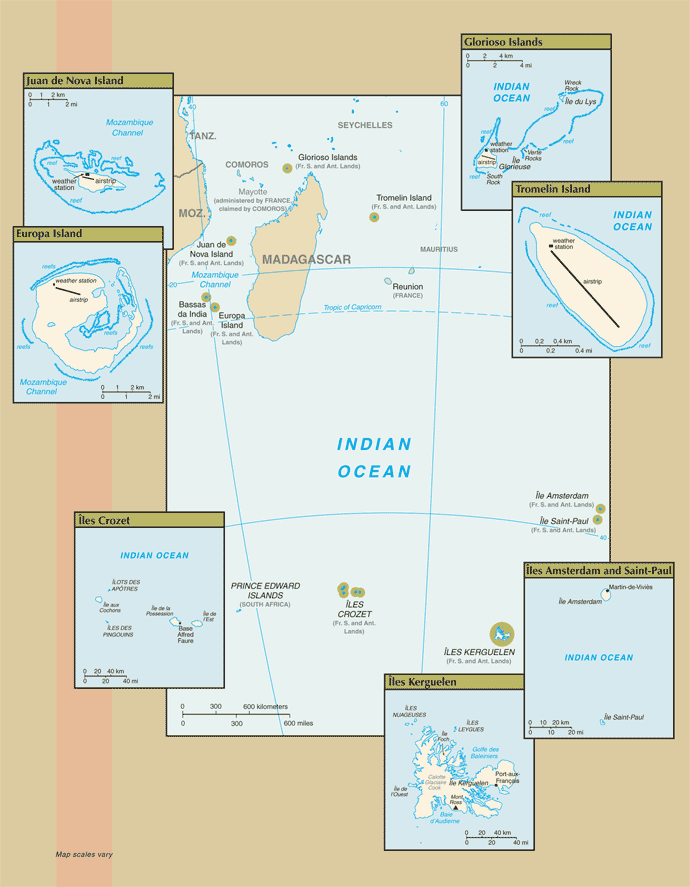
法属南部和南极领地地图（阿黛利地和法属印度洋诸岛的一小部分土地没有显示）

領土包括位於南印度洋南緯43°、東經67°附近的阿姆斯特丹島、聖保羅島、克羅澤群島和凱爾蓋朗群島，以及法國聲稱擁有的南極洲阿黛利地（Adélie Land）。
阿姆斯特丹島和聖保羅島是死火山，被劃定為阿姆斯特丹和聖保羅群島溫帶草原 生態區。該領土的最高點是凱爾蓋朗島上的羅斯山，海拔 1,850 米（6,070 英尺）。島上的簡易機場很少，只存在於有氣象站的島上，1,232 公里（766 英里）的海岸線沒有港口或港口，只有近海錨地。

## 行政区划
法属南部领地分为5个区。如果不包括阿黛利地，总面积约为7666.6平方公里。
| 区名                   | 法语                         | 面积（km2） | 专属经济区（km2） |
| 圣保罗和阿姆斯特丹群岛 | Îles Saint Paul et Amsterdam | 61          | 502,533           |
| 克罗泽群岛             | Archipel Crozet              | 352         | 567,475           |
| 凯尔盖朗群岛           | Archipel des Kerguelen       | 7215        | 563,869           |
| 阿黛利地               | Terre Adélie                 | 432000      | —                 |
| 法属印度洋诸岛         | Îles Éparses                 | 38.6        | 593,276           |

## 经济

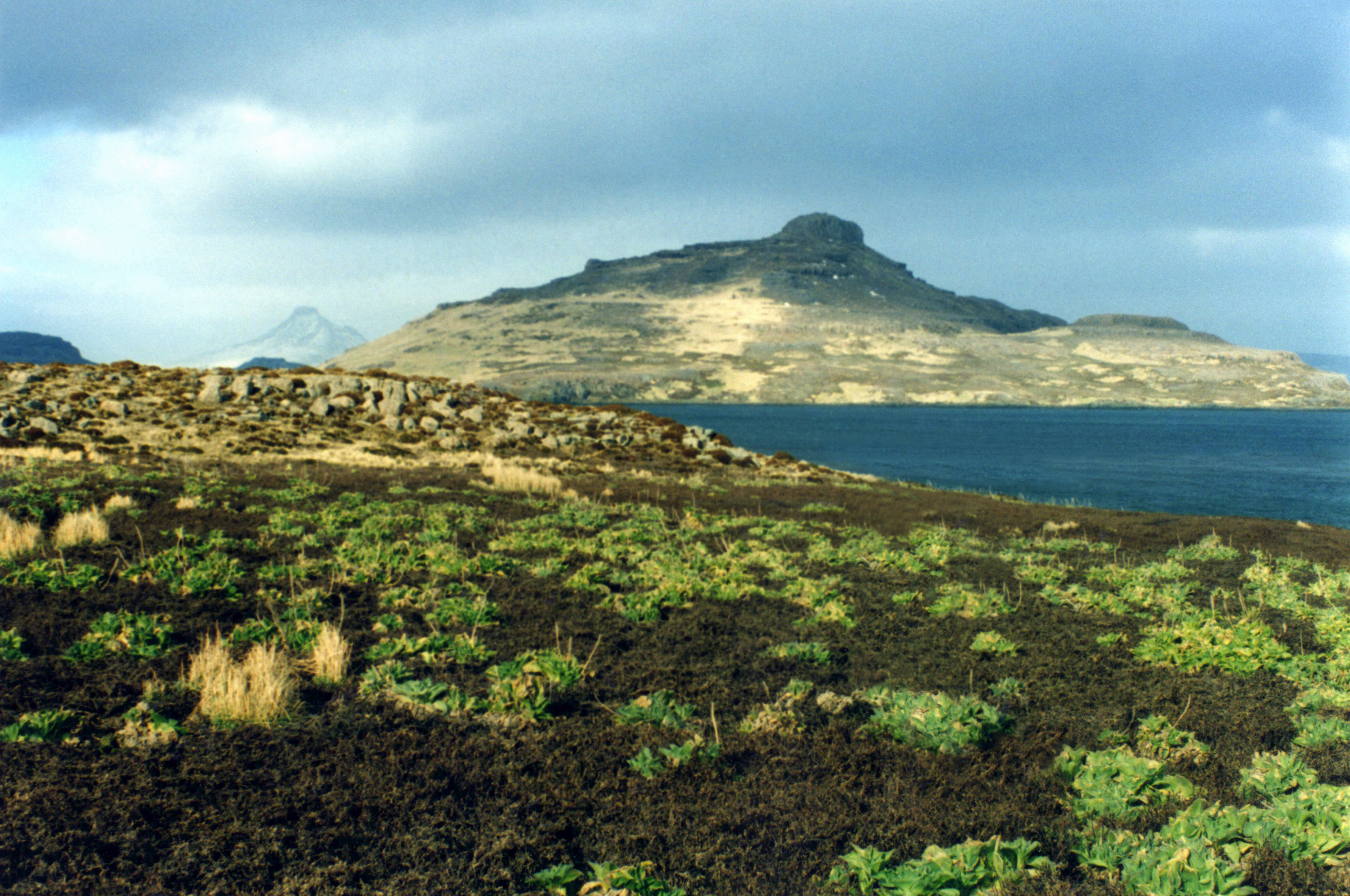
凯尔盖朗群岛的Mayes岛上生长的凯尔盖朗卷心菜

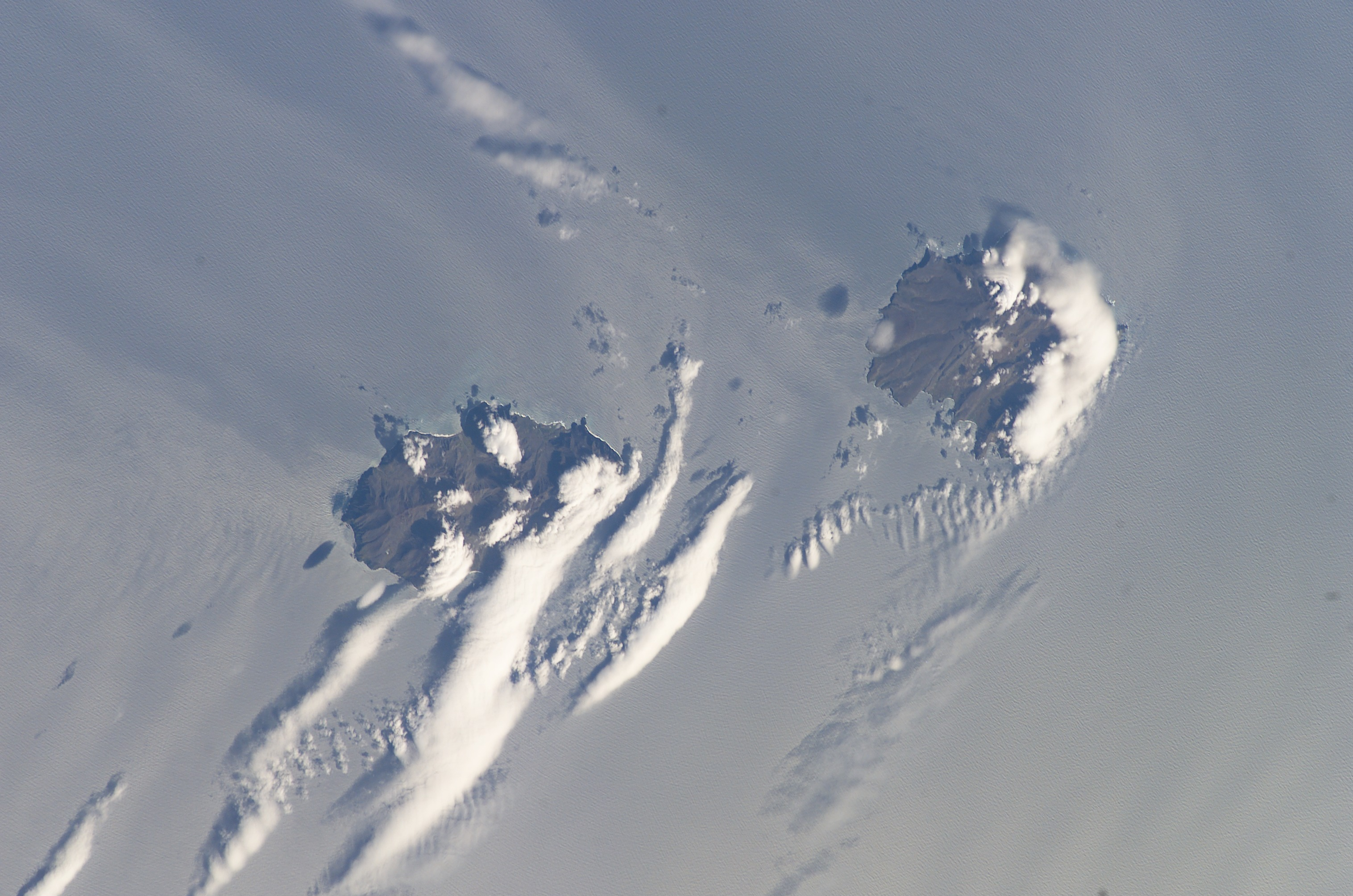
克羅澤島

该领地经济以渔业为主。主要产出的自然资源是鱼类和甲壳类动物。经济活动仅限于服务当地的气象和地理学研究站，以及服务各国的捕鱼船队。
领地的主要海产资源包括小鳞犬牙南极鱼和龙虾。两者均受到了外国船队的偷猎。鉴于此，法国海军会在领地海域巡逻并逮捕偷猎船只。偷猎行为可能会导致高额罚款和/或扣押船只。
法国曾经向外国渔业公司出售许可证以捕捞小鳞犬牙南极鱼。但由于过度捕捞问题，现在这一执照仅提供给留尼旺岛的一些渔业公司。
该领地的年收入总量约为1600万欧元。